# 八尾空港

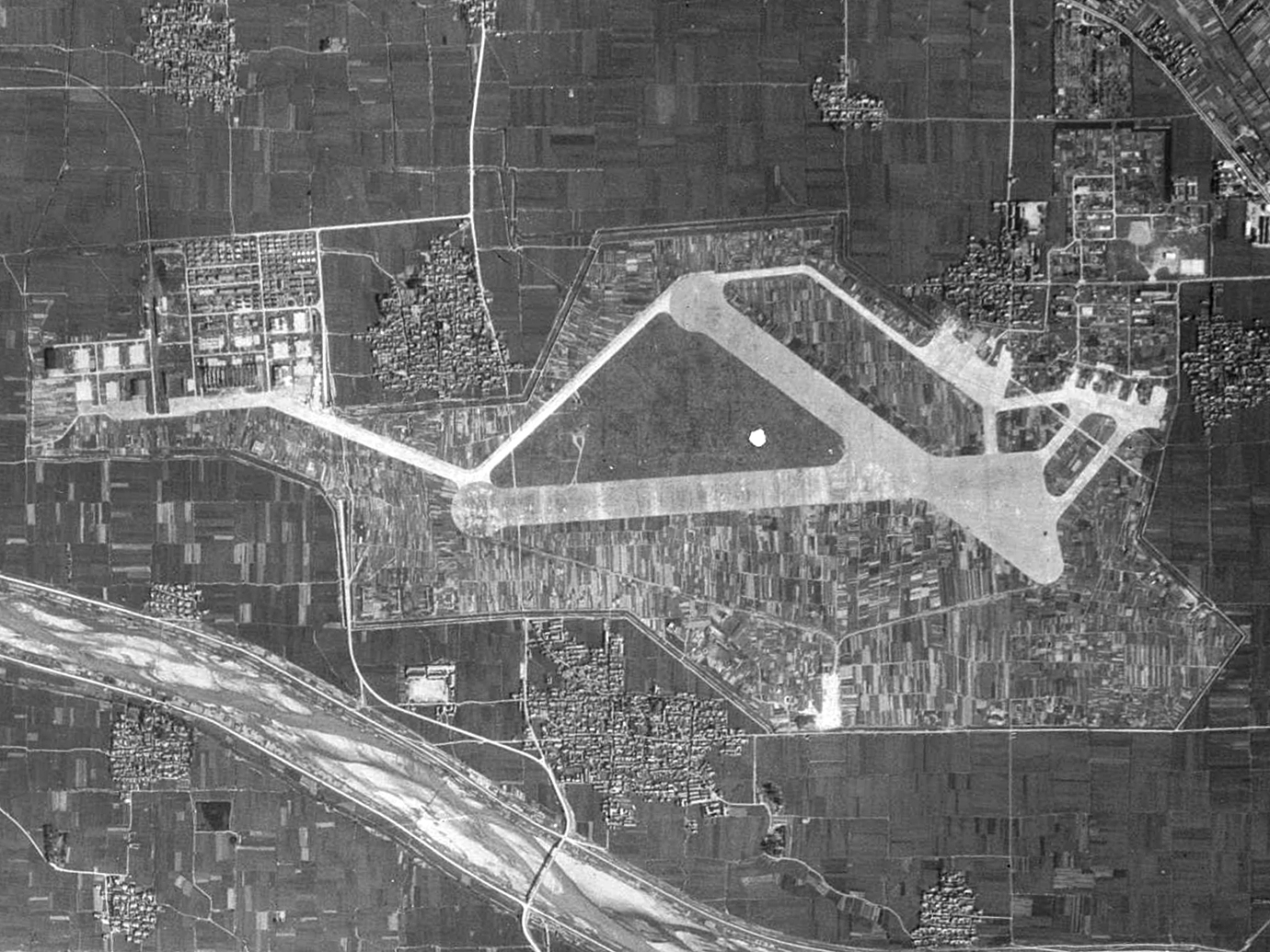
八尾空港の前身、阪神飛行場（旧・大正陸軍飛行場）の空中写真（1947年）

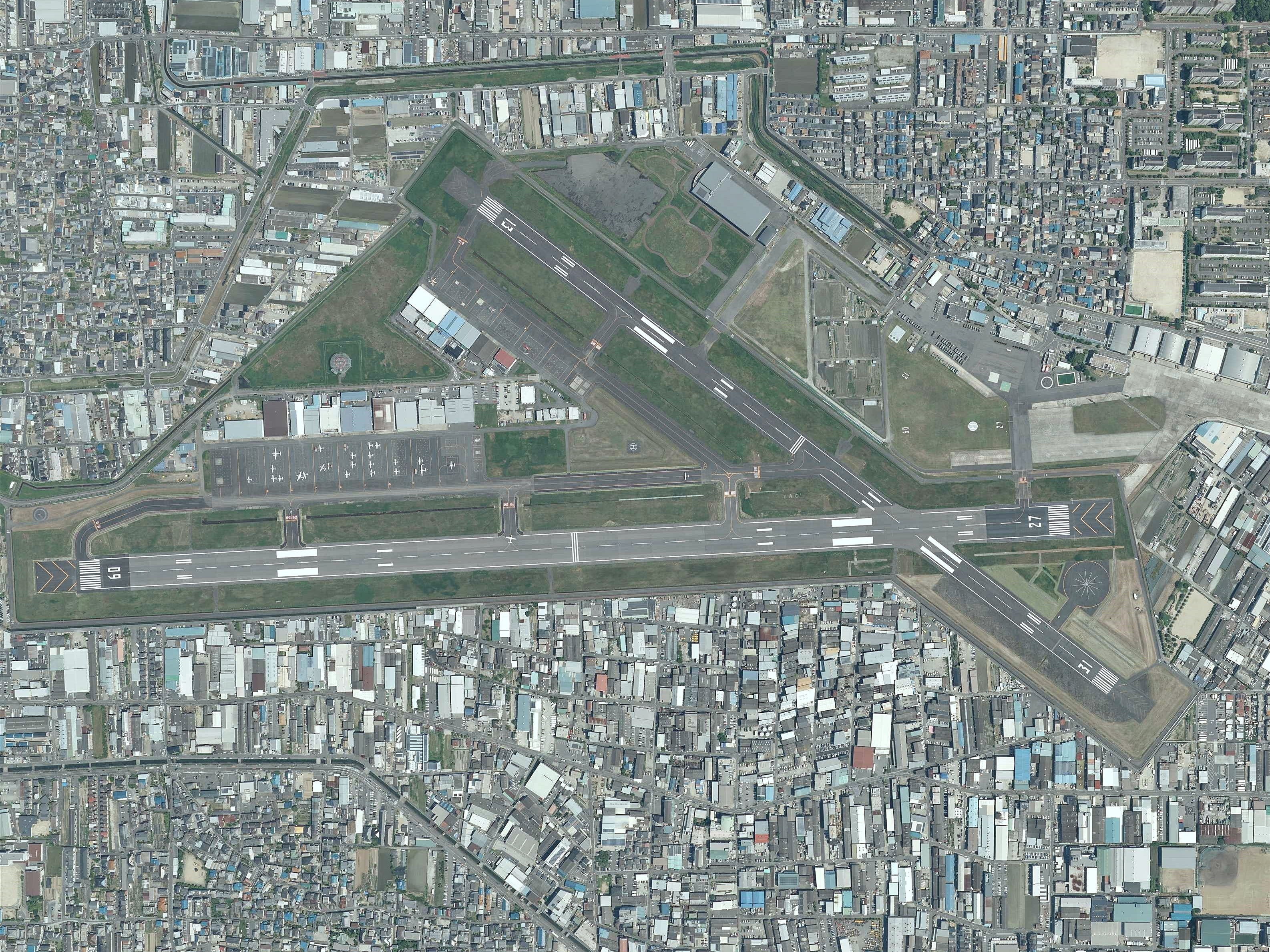
八尾空港の空中写真（2021年）

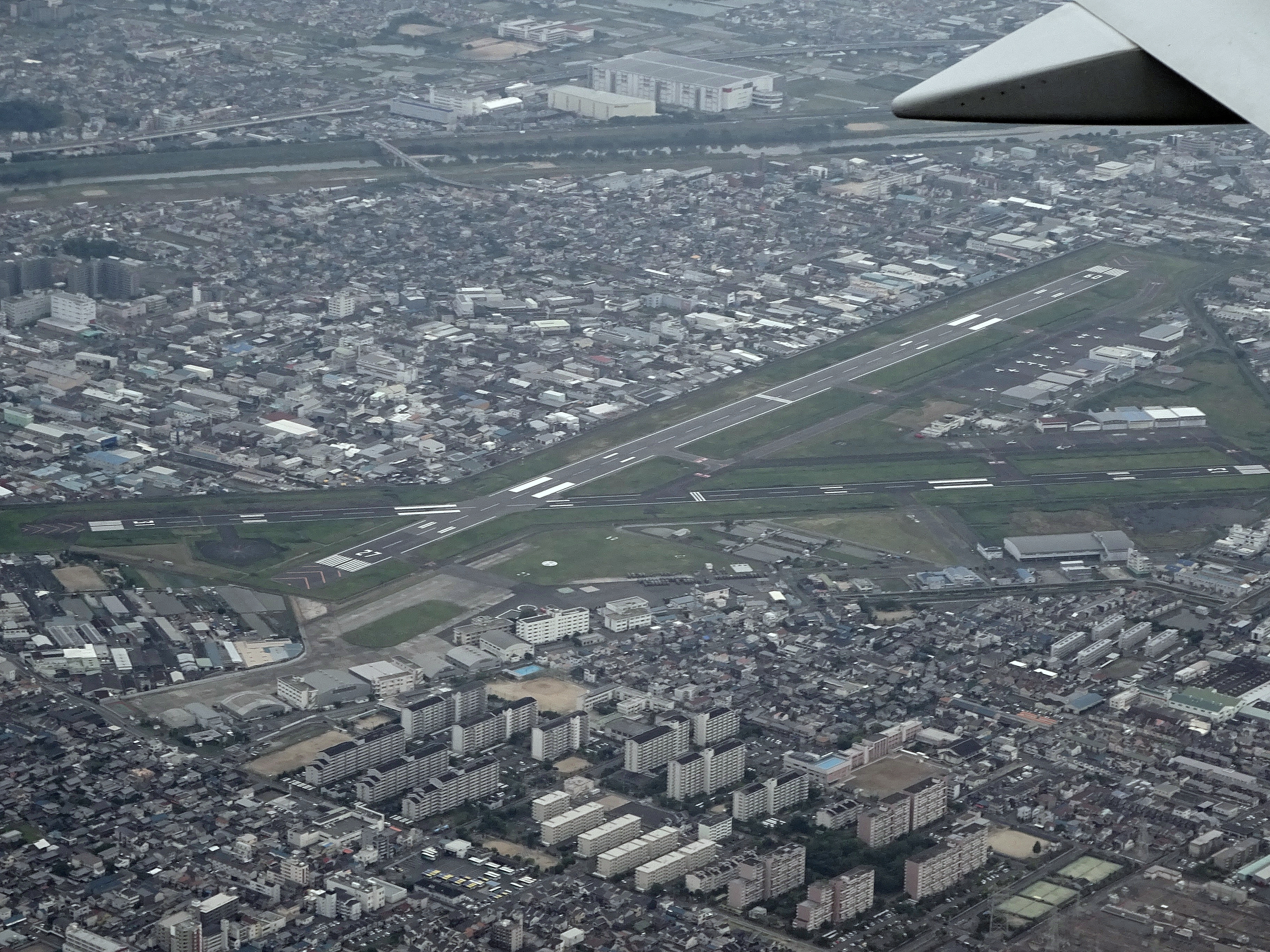
八尾空港空撮（2022年）

八尾空港（やおくうこう、英: Yao Airport）は、大阪府八尾市にある国管理空港である。空港法に基づく空港の分類では「その他の空港」に位置づけられている。関西圏のゼネラル・アビエーションの拠点として利用されている。

## 概要

### 概説
大阪市の南東約14kmに位置している空港である。定期便の就航はなく、主として航空宣伝・写真測量・操縦訓練などの事業用や自家用の小型航空機やヘリコプターの発着に利用されているほか、陸上自衛隊や消防・警察の航空隊が利用している。また、航空管制官が配置される空港となっている。
1933年（一説には1934年、1938年とも）に設置された阪神飛行学校の滑走路が前身。大日本帝国陸軍の飛行場などを経て、1956年から八尾飛行場として供用された。1961年に空港整備法上の第二種空港に指定され、1967年に八尾空港と改称された。2006年5月11日には、隣接地に航空法の高さ制限を超える違法構造物が建設されたため、「離着陸への危険の恐れがある」として、滑走路1本の閉鎖を余儀なくされたが、翌月12日、建造物の撤去に伴い閉鎖を解除した。なお、大阪市高速電気軌道（Osaka Metro）谷町線の終着駅である八尾南駅から当空港にかかる広大な空き地は、かつての民間航空機のエプロンで、ここを国・大阪府・大阪市・八尾市が共同で再開発を進める計画が持ち上がっている。
2008年の空港法で「その他の空港」に位置付けられたが、「当分の間は、国土交通大臣が設置・管理する空港で、国際航空輸送網又は国内航空輸送網の拠点となる空港とみなす」との経過措置が設けられた。
設置者および管理者は国土交通大臣で、大阪航空局八尾空港事務所が管理する。運用時間は8時から19時30分の11.5時間（必要に応じて延長する場合あり）で、空港への進入道路は22時から翌6時の間は閉鎖される。最大離陸重量5.7tを超える航空機の使用は原則認められていない。
八尾VOR / DMEは整備されているものの、管理官所は、大阪空港事務所システム運用管理センターである。

### 利用状況
約180機の固定翼機やヘリコプターが常駐しており、小型ビジネスジェット機も常駐・飛来する。ただし、概要に記載された騒音規制をクリアした機体に限る。
利用目的は、固定翼機および回転翼機を使用しての宣伝広告・写真測量・遊覧飛行・薬剤散布・操縦訓練等の産業航空、災害援助・海難援助・消火救難・海洋汚染パトロール、報道・ドクターヘリの給油、企業所有のビジネス航空機の運航整備基地などのほか、自家用航空機にも利用されている。

### 年間着陸回数
- 2014年（平成26年）度：14,060回
- 2015年（平成27年）度：13,757回
- 2016年（平成28年）度：13,104回
- 2017年（平成29年）度：13,168回
- 2018年（平成30年）度：12,747回
- 2019年（平成31年・令和元年）度：9,902回
- 2020年（令和2年）度：9,151回[14]

※ 発着回数は、着陸回数の概ね2倍である ※空港管理状況調書（国土交通省航空局）より（2020年度を除く）。

## 歴史
- 1933年（昭和8年） - 中河内郡大正村大字南木本・太田の農地埋め立てにより東西700m、南北300mの芝生張滑走路が設けられ、阪神飛行学校が設立、民間機パイロットの養成訓練開始。
  - なお開校年については、八尾市立図書館ウェブサイト（外部リンク節を参照）や『日本民間航空史話』（日本航空協会）では1938年（昭和13年）、陸上自衛隊八尾駐屯地ウェブサイトでは1934年（昭和9年）と、それぞれ記述している。
- 1940年（昭和15年） - 大日本帝国陸軍へ移譲。阪神飛行学校閉校。大正陸軍飛行場と改称。
- 1941年（昭和16年） - 敷地が約6倍に拡張される。北側と西側へ拡張され、南木本と太田を結ぶ道路（旧八尾藤井寺線）は分断され西へ迂回させられるが、エプロンへの通路が設けられたため地下道でくぐるようになった。
- 1944年（昭和19年）7月 -  京阪神防空のため編成された陸軍第11飛行師団司令部が置かれ、また二式単戦「鍾馗」、四式戦「疾風」装備の飛行第246戦隊・第246飛行場大隊が置かれた。
- 1945年（昭和20年） - 日本を占領下に置いた連合国を構成するアメリカ軍によって一時接収され、ヘリコプター部隊が使用。阪神飛行場と改称。三角地（現ターミナルエリア）での農耕が始まる。
- 1952年（昭和27年） - 一部民間での使用開始。
- 1954年（昭和29年） - アメリカ軍が撤収し、日本政府に全面返還。陸上自衛隊浜松駐屯地（現在の航空自衛隊浜松基地）から第3管区航空隊が移駐し、伊丹駐屯地八尾分屯地として発足
- 1955年（昭和30年） - 日東航空が白浜線にて路線事業を開始。
- 1956年（昭和31年）3月31日 - 八尾飛行場と改称。全国初の民間飛行場として供用開始[6][7][注 6]
- 1961年（昭和36年） - 空港整備法による第二種空港に指定。
- 1962年（昭和37年）1月18日 - 第3管区隊第3航空隊（八尾駐屯地）が第3飛行隊に改編され、中部方面航空隊隷下に編合。
- 1967年（昭和42年） - 八尾空港と改称
- 1969年（昭和44年） - 海上保安庁第五管区海上保安本部八尾航空基地設置。
- 1970年（昭和45年） - 大阪市消防局航空隊基地設置。
- 1984年（昭和59年） - 八尾南駅北側にあった旧エプロンが廃止され、現在の新ターミナル地域供用開始[10]。
- 1987年（昭和62年） - 固定翼エプロン増設。A滑走路改良工事。
- 1994年（平成6年） - B滑走路改良工事。
- 2004年（平成16年） - 海上保安庁第五管区海上保安本部八尾航空基地が、関西空港海上保安航空基地への再編に伴い廃止。
- 2006年（平成18年）5月11日 - B滑走路隣接民有地に、航空法が定める高さ制限を越える建造物の築造があり[9]、撤去作業のため6月12日まで閉鎖[16]。
- 2007年（平成19年）2月13日 - 阪急ホールディングス・阪神電気鉄道の経営統合に伴う事業の一環として、阪神タイガースヘリコプターの披露式典が行われた。
- 2008年（平成20年）8月19日 - 着陸しようとした第一航空の小型機が機体トラブルのため、八尾市内の大阪外環状線弓削交差点東側の市道に緊急着陸。乗っていた2人が軽傷を負う事故が発生[17]。
- 2013年（平成25年）6月3日 - 日本維新の会共同代表（当時）の橋下徹と大阪府知事兼幹事長（当時）の松井一郎は米軍の新型輸送機オスプレイの訓練について八尾空港を候補地として国に提案したが[18][19][20]、八尾市長の田中誠太は受け入れ反対を表明した[注 7][21][22]。
- 2016年（平成28年）3月26日 - 小型機の墜落事故が発生し、4人が死亡する事故が発生[23][24]。

## 施設

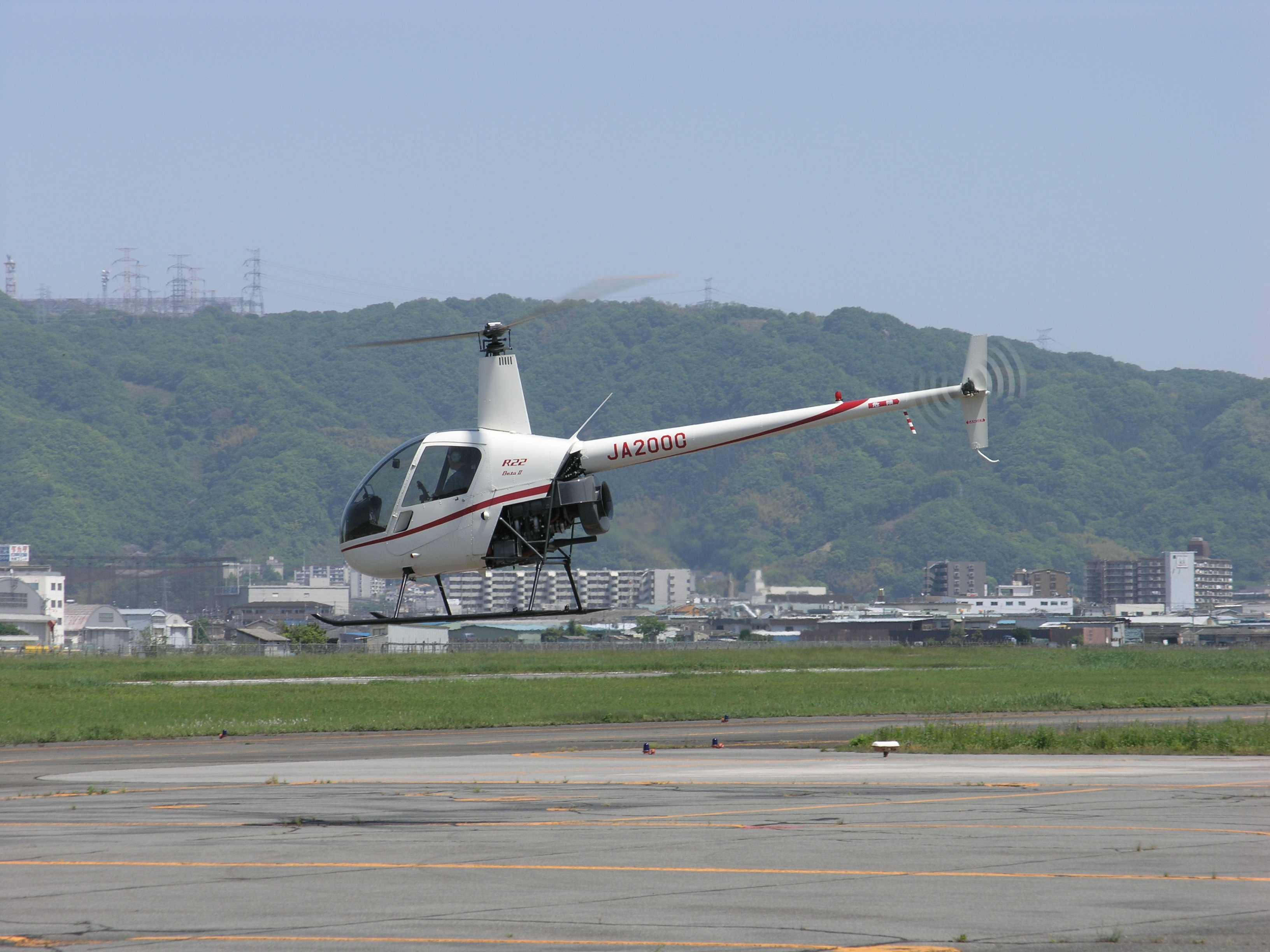
自家用ヘリコプター（ロビンソンR22 BetaII）

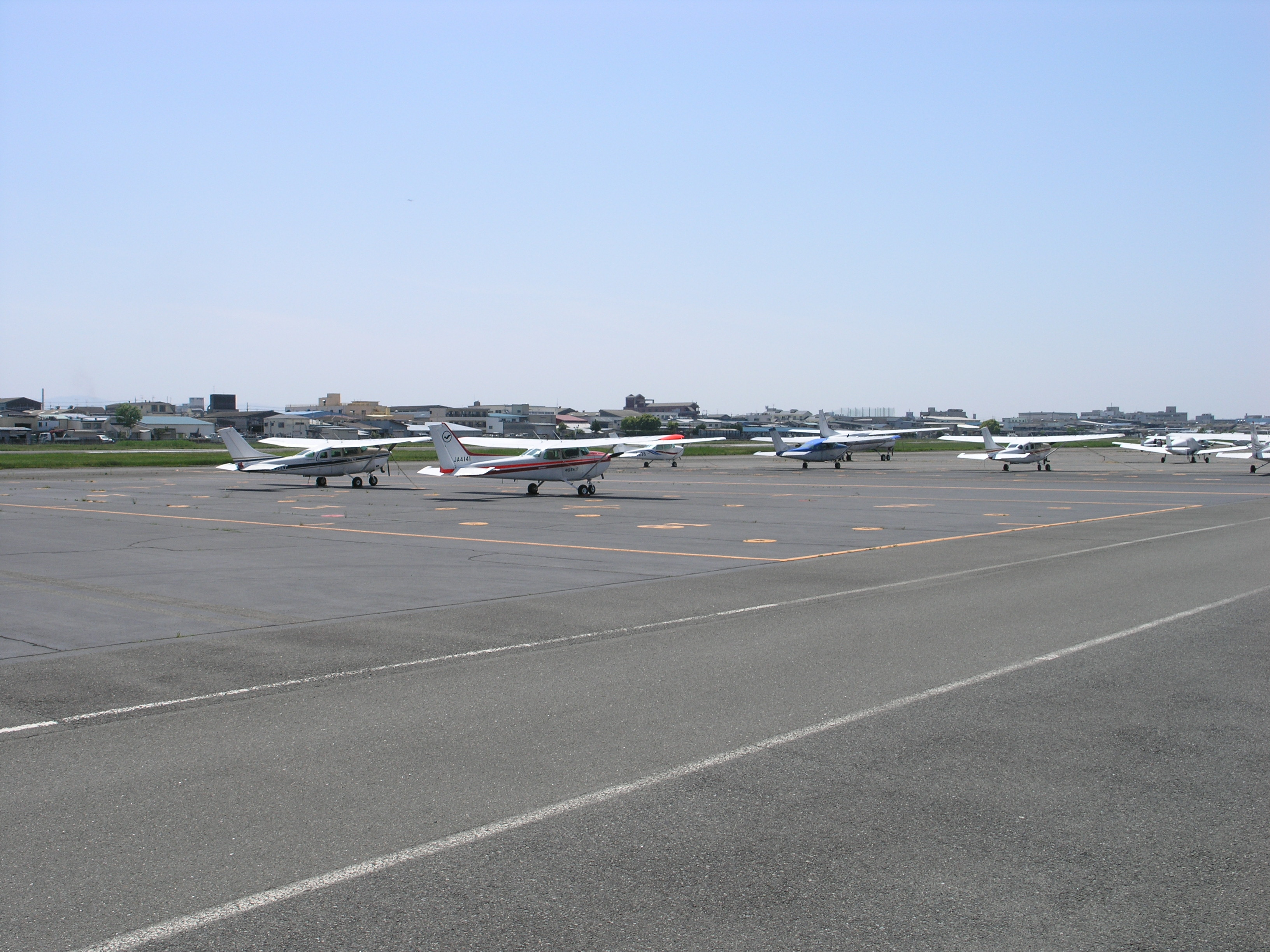
サウスエプロン

### 滑走路など
1490mと1200mの2本の滑走路が交差している。また、ノースエプロン（回転翼用6スポット）とサウスエプロン（固定翼用66スポット、回転翼用4スポット、試運転用1スポット）が設けられている。

### 航空事業者施設
次の事業者が事業所や格納庫などを設置し、業務用や自家用の航空機を配備している。
- 固定翼機[1]：朝日航空、アジア航測、大阪航空[3]、共立航空撮影、第一航空、ノエビアアビエーション
- 回転翼機[1]：朝日航洋、東邦航空、中日本航空
- メンテナンス・ディーラー：関西アビエーション、エアロラボインターナショナル、アビエーションレップ
  - 過去には日東航空（日本エアシステムの前身）が1955年1月1日に大阪（八尾空港） - 白浜[注 8]線にて路線事業を開始、1965年9月末まで定期便を運行していた。
  - 当空港を拠点としていた昭和航空は、2012年1月25日に大阪地裁へ自己破産を申請し倒産した。

### その他の施設

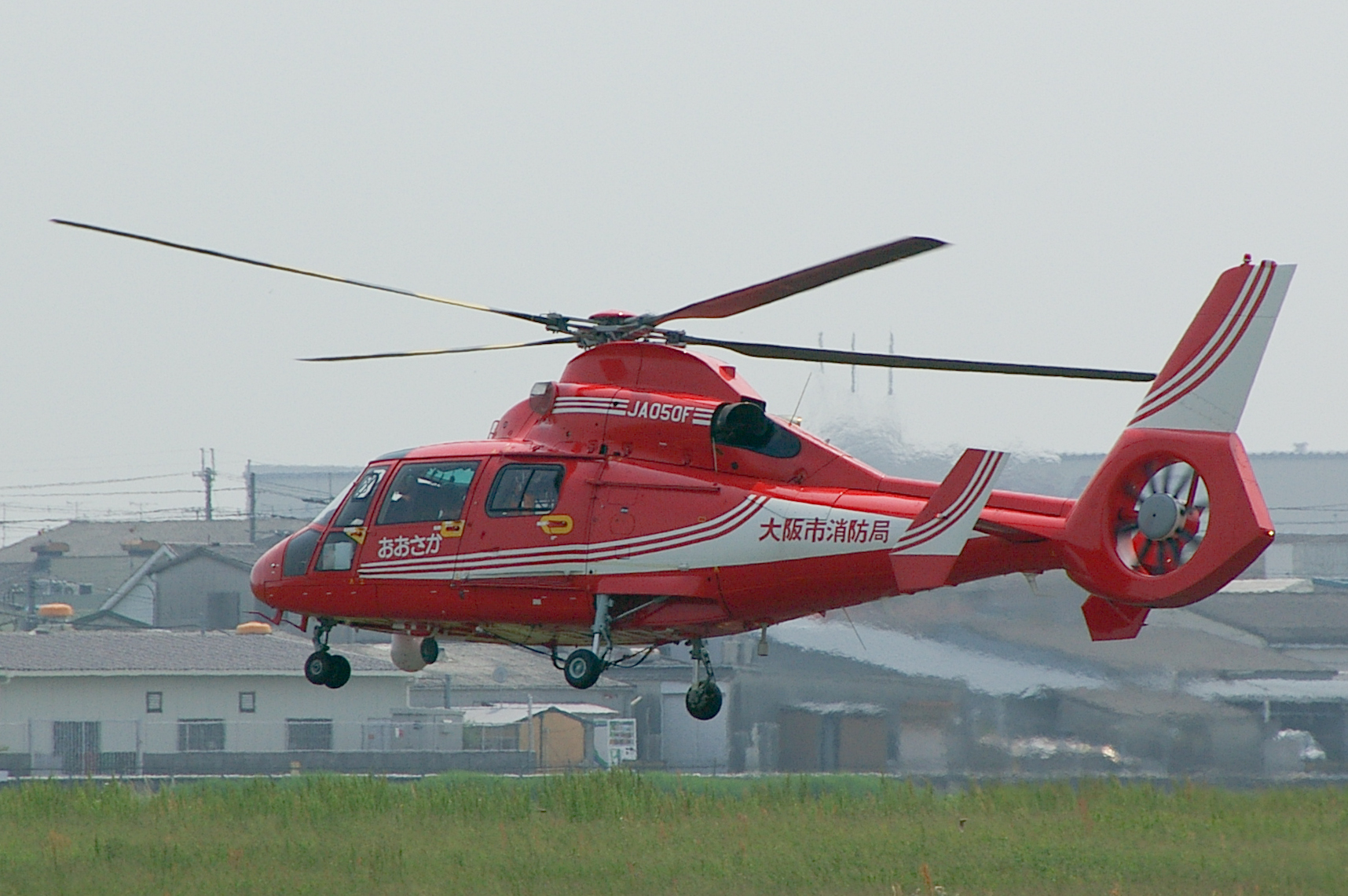
大阪市消防局航空隊「おおさか」

敷地内にあるその他の拠点施設と配備航空機は次のとおり。
陸上自衛隊（八尾駐屯地）
- 中部方面隊：中部方面航空隊中部方面ヘリコプター隊[1]
  - OH-1
  - UH-1J
  - UH-2
- 中部方面隊：第3師団・第3飛行隊
  - UH-1J

大阪府警察：航空隊
- ベル206L-4「せんなり」（JA6956）
- EC135P3「つばさ」（JA10PD）
- ベル412EP「まいしま」（JA6868）
- AW139「おおわし」（JA6196）
- AW139「はやかぜ」（JA6523）
- EC135P1「ちはや」（JA6803）

大阪市消防局：航空隊
- AS365N3「おおさか」（JA050F）
- AS365N3「なにわ」（JA100F）

大阪府中部広域防災拠点
- 備蓄倉庫や災害時の物資集配センター、ヘリコプターの駐機場や応援部隊の活動の拠点となる広場などが整備されている。

## 交通
- 近畿自動車道 八尾インターチェンジから大阪中央環状線経由、八尾南方面へ約15分。
- 大阪市高速電気軌道（Osaka Metro）谷町線 八尾南駅[10][11]から徒歩約15分。
- 近畿日本鉄道（近鉄）大阪線 近鉄八尾駅または南大阪線 藤井寺駅から近鉄バス（70番）、西日本旅客鉄道（JR西日本）関西本線（大和路線） 久宝寺駅から近鉄バス（08番）乗車、「八尾空港前」バス停下車。ターミナルへは徒歩約10分。